# Шампињи ла Фитле
Шампињи ла Фитле (фр. Champigny-la-Futelaye) насеље је и општина у северној Француској у региону Горња Нормандија, у департману Ер која припада префектури Евре.
По подацима из 2011. године у општини је живело 247 становника, а густина насељености је износила 15,46 становника/km². Општина се простире на површини од 15,98 km². Налази се на средњој надморској висини од 192 метара (максималној 146 m, а минималној 94 m).

## Демографија
| 1962. | 1968. | 1975. | 1982. | 1990. | 1999. | 2011. |
| ----- | ----- | ----- | ----- | ----- | ----- | ----- |
| 125   | 146   | 136   | 163   | 207   | 231   | 247   |

График промене броја становника у току последњих година